# 莱塞萨尔-泰涅沃
莱塞萨尔-泰涅沃（法語：Les Essards-Taignevaux，法語發音：[lez‿esaʁ tɛɲvo]）是法国汝拉省的一个市镇，位于该省西北部，属于多勒区。该市镇于1859年由原市镇莱塞萨尔（Les Essards）和泰涅沃（Taignevaux）合并而成。

## 地理
莱塞萨尔-泰涅沃（46°54'40"N, 5°25'6"E）面积5.4 平方千米，位于法国勃艮第-弗朗什-孔泰大區汝拉省，该省份为法国东部内陆省份，北起上索恩省，西北接科多尔省，西临索恩-卢瓦尔省，南至安省，东与杜省和瑞士接壤。
与莱塞萨尔-泰涅沃接壤的市镇（或旧市镇、城区）包括：阿南-博瓦桑、谢内德库皮、谢讷贝尔纳、莱赛、里村、布雷斯地区穆捷。
莱塞萨尔-泰涅沃的时区为UTC+01:00、UTC+02:00（夏令时）。

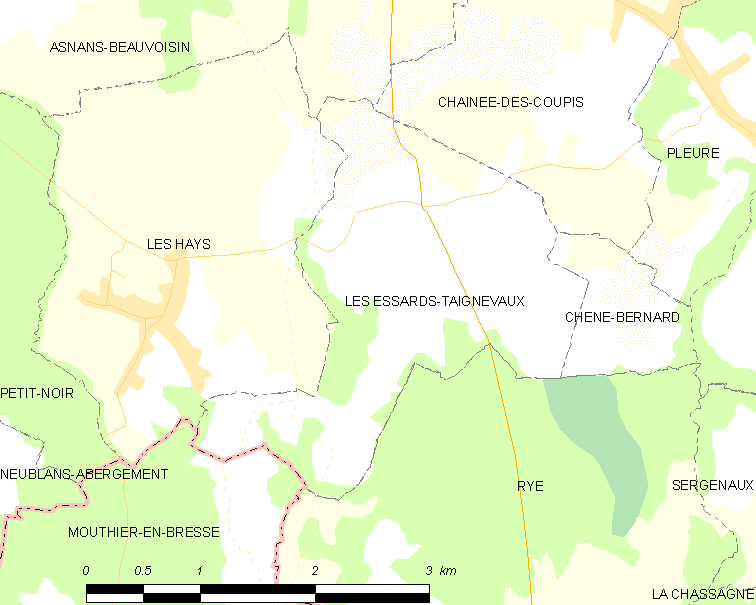
莱塞萨尔-泰涅沃的OSM定位图

## 行政
莱塞萨尔-泰涅沃的邮政编码为39120，INSEE市镇编码为39211。

## 政治
莱塞萨尔-泰涅沃所属的省级选区为塔沃县。

## 人口

1962-2008年间莱塞萨尔-泰涅沃人口变化图示

莱塞萨尔-泰涅沃于2022年1月1日时的人口数量为247人。